# Ravna Banja
Ravna Banja (cyr. Равна Бања) – wieś w Serbii, w okręgu jablanickim, w gminie Medveđa. W 2011 roku liczyła 225 mieszkańców.